# Dekstrokardia
Dekstrokardia (łac. dextrocardia) – medyczne określenie sytuacji, gdy serce znajduje się po prawej stronie klatki piersiowej.
Jeżeli towarzyszy mu nieprawidłowe (po przeciwnych stronach, jakby odbite w lustrze) położenie innych narządów w obrębie klatki piersiowej i jamie brzusznej mówimy o odwróceniu trzewi (łac. situs inversus).